# Холонів (заказник)
Холоні́в — орнітологічний заказник місцевого значення в Україні. Розташований у межах Горохівського району Волинської області, на північний захід від села Холонів і на північ від села Старостав.
Площа 257,2 га. Статус надано згідно з розпорядженням облдержадміністрації від № 213 від 12.12.1995 року. Перебуває у віданні: Холонівська сільська рада.
Статус надано для збереження водно-болотного природного комплексу в заплаві річки Безіменки, лівої притоки Липи з каскадом ставів. Місце розмноження водоплавних і водолюбних птахів. Водяться лебідь-шипун, мартин звичайний, норець, чапля сіра, лиска, а також огар, чернь білоока — види, занесені до Червоної книги України.

## Галерея

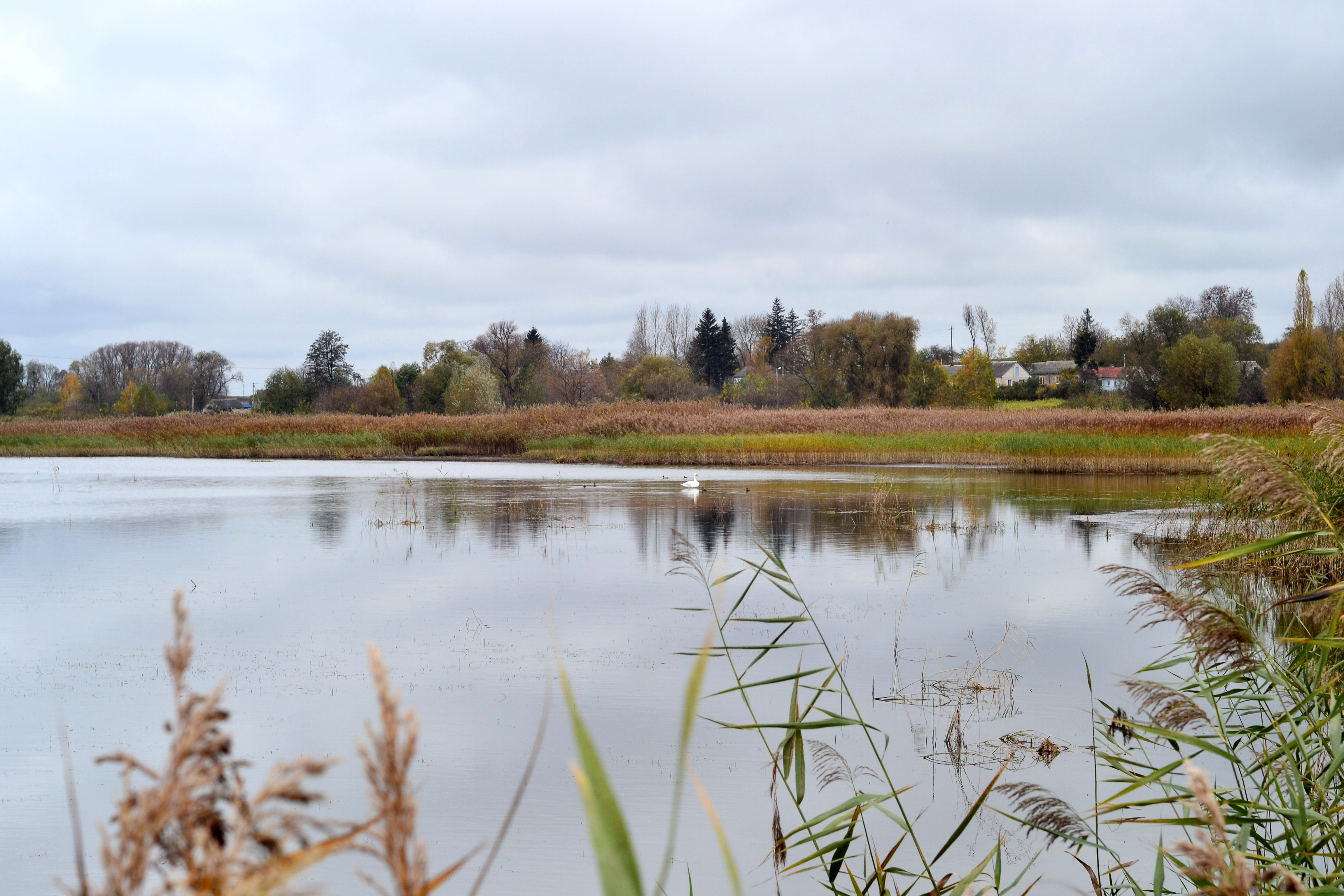
Вигляд з дамби на захід
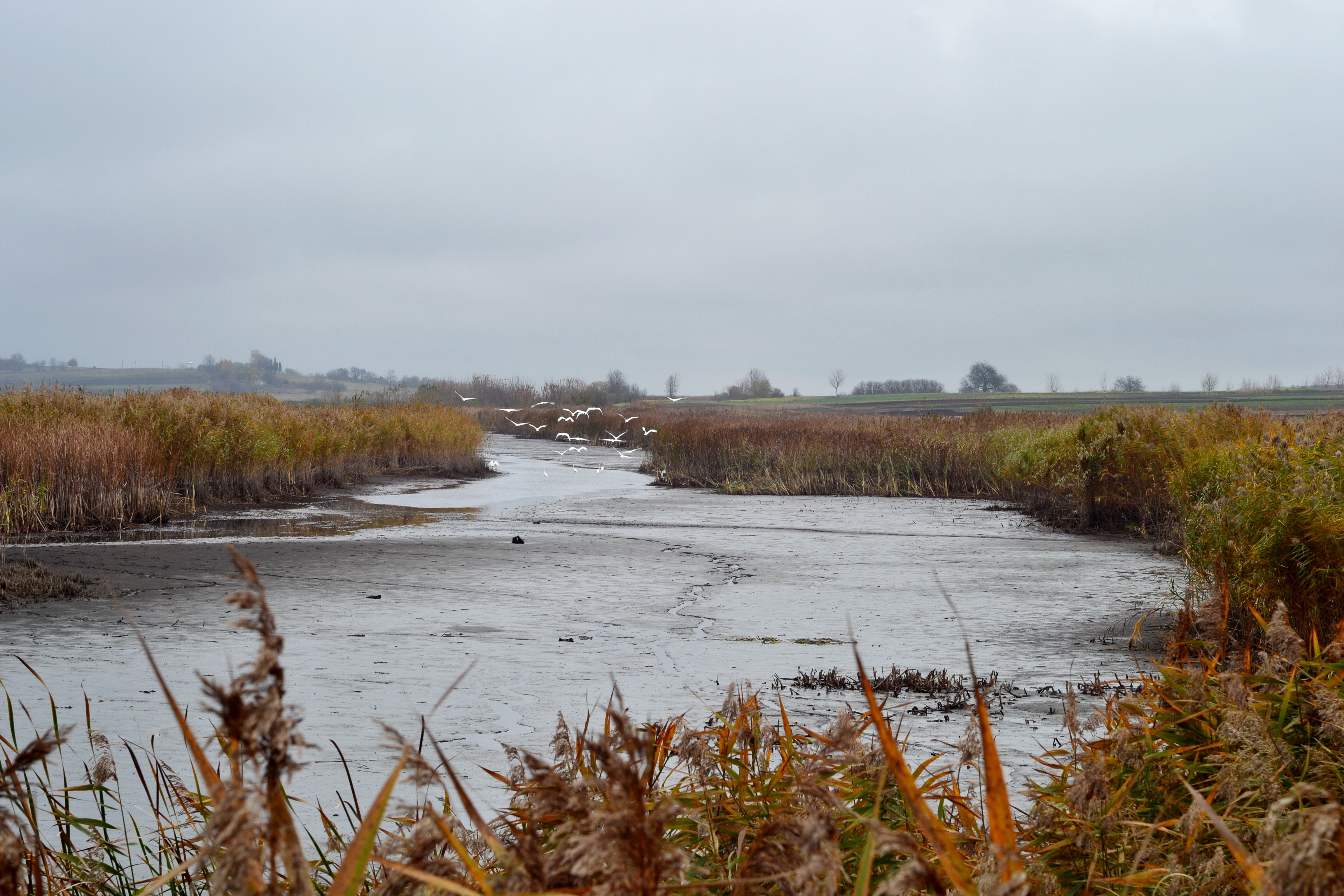
Вигляд з дамби на схід
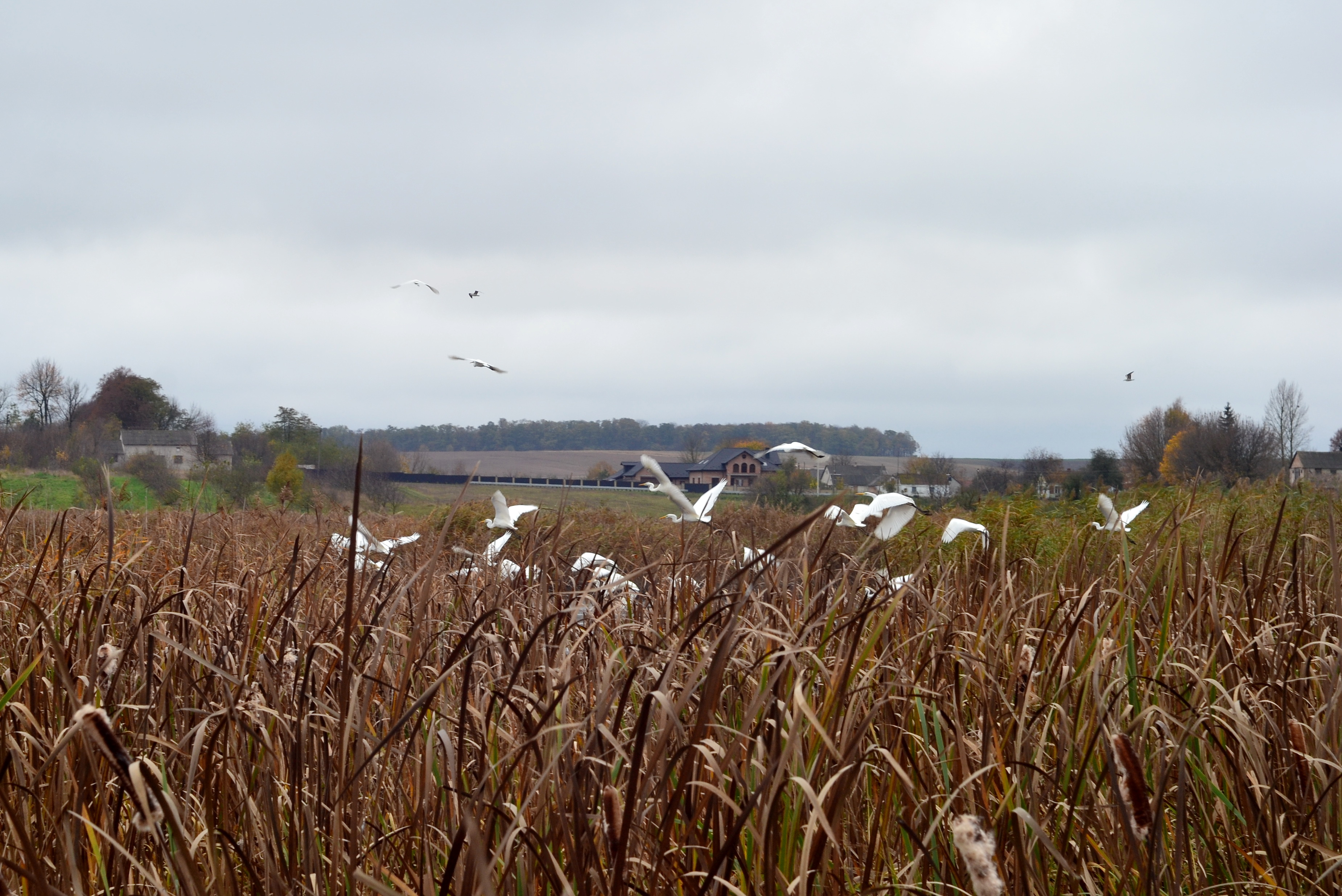
Птахи в польоті (з північної частини села)
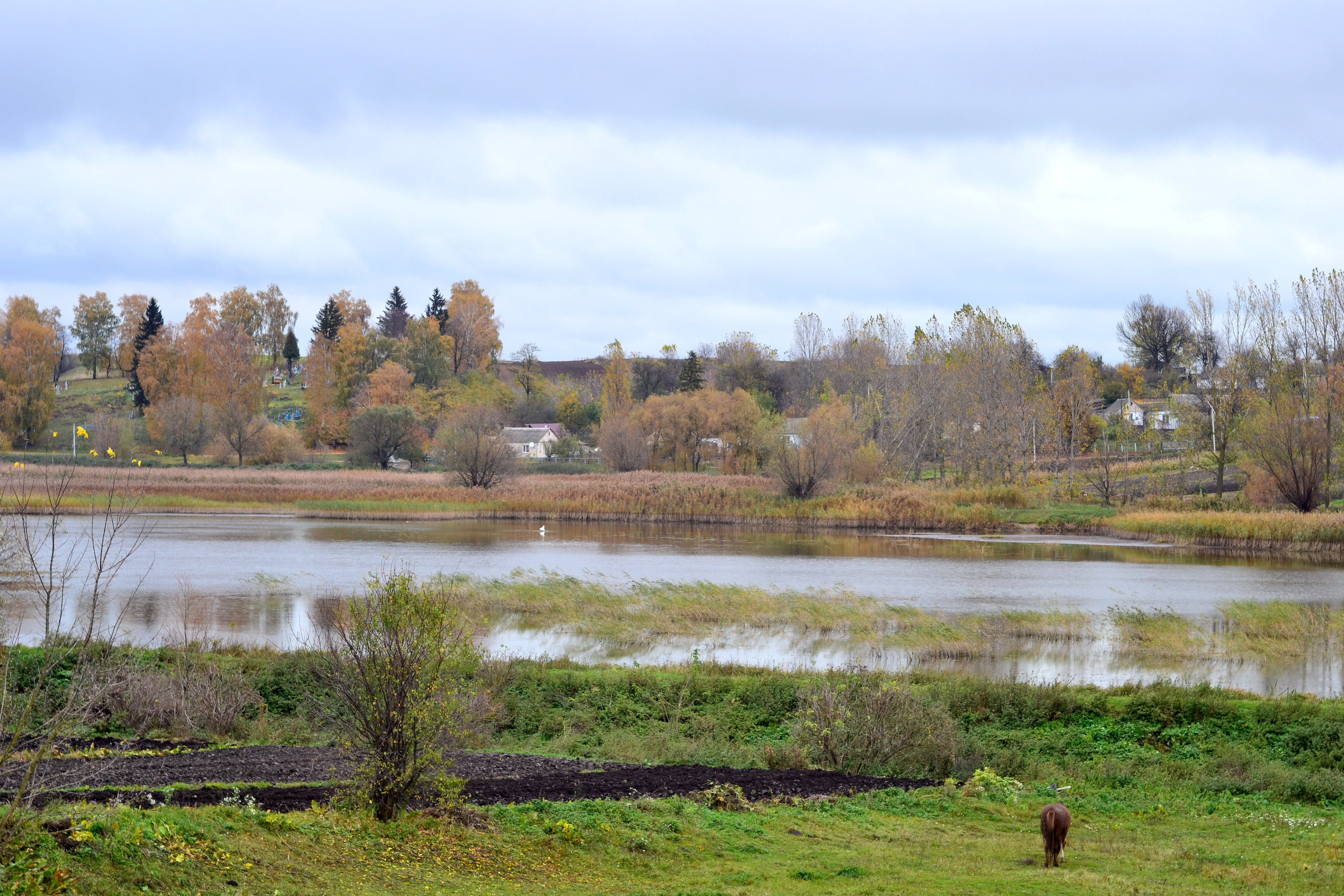
Вигляд з південної частини села
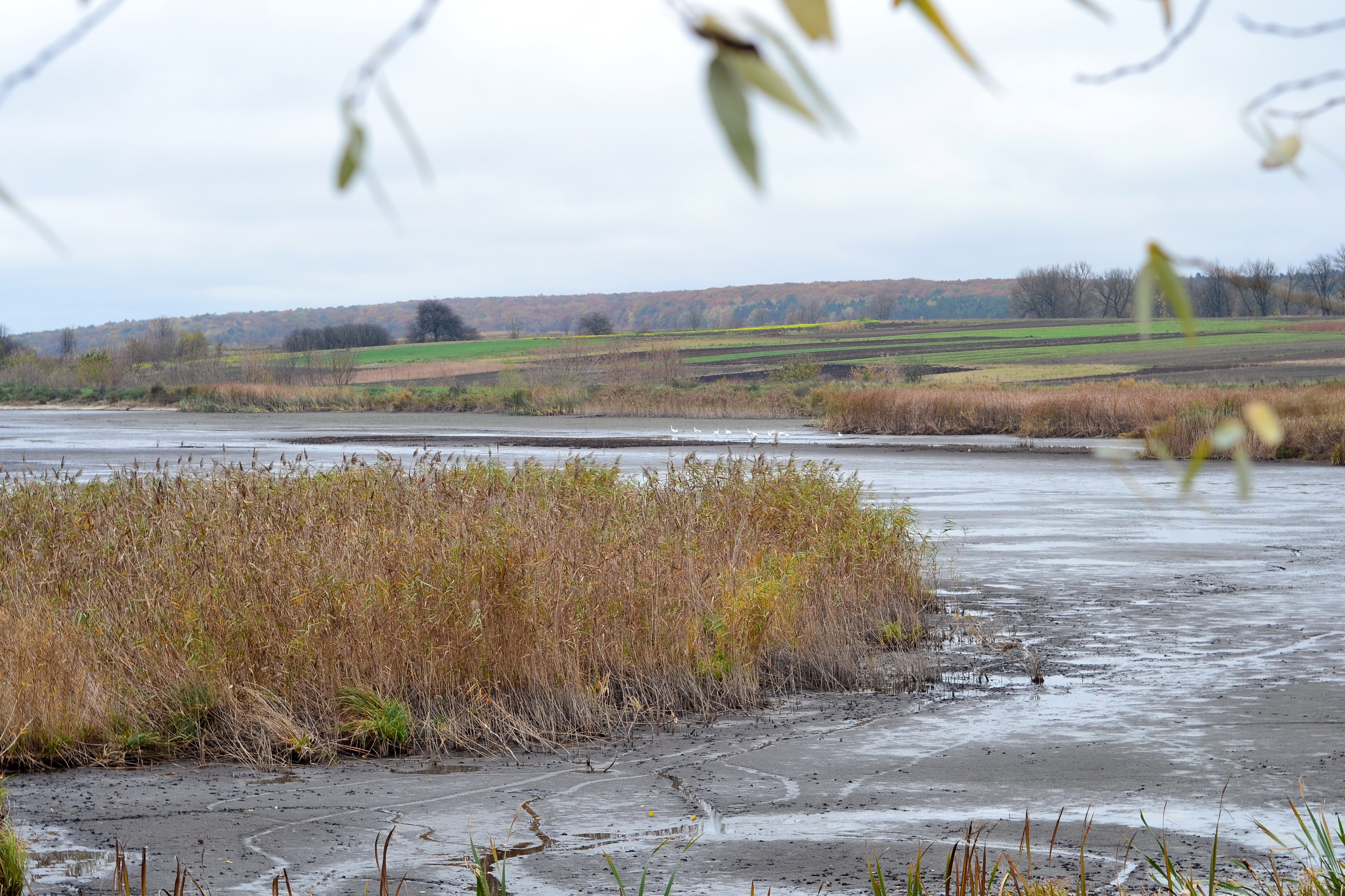
Вигляд з північної частини села